# 金泰均 (1982年生の内野手)
金 泰均（キム・テギュン、韓国語：김태균、1982年5月29日 - ）は、大韓民国の忠清南道天安市出身の元プロ野球選手（内野手）。右投げ右打ち。

## 経歴

### プロ入り前
天安北一高校時代は、黙々と猛練習を続ける野球漬けの毎日だった。2000年にカナダのエドモントンで開催されたAAA世界野球選手権大会では代表メンバーに選ばれ優勝に貢献した。他の韓国の代表メンバーは、李大浩、鄭根宇、秋信守など。

### 第一次ハンファ時代
2001年、高卒ルーキーでありながら開幕1軍に選出されたが、結果を残せずすぐに2軍落ちする。それでも、腐らずバッティングフォームを改造して2軍で圧倒的な成績を残すと、再び1軍昇格を勝ち取り、代打やチャンスで結果を残した。終わってみれば、規定打席未満でありながら新人王に選ばれた。
2006年には自身初めての国際大会である第1回WBC韓国代表にも選出されたが、同じ一塁手である李承燁の控えに甘んじ、3打席で2四球無安打に終わる。しかし、代表は対日本戦2戦2勝を含む快進撃を続け、開幕6連勝を記録。これによって特例となる兵役免除を勝ち取った。
2008年、開幕から打撃好調で本塁打、打点でトップに立っていたが、北京オリンピックでは再び李承燁やミートが上手く三塁もある程度こなせる李大浩とポジションが重なり、また2006年のWBCのベスト4進出で既に兵役を免除された事などが考慮されて代表チームに選ばれなかった。新任打撃コーチ張鍾薫の下で昔のフォームを取り戻し、最終的には打率3割2分4厘、31本塁打で自身初の最多本塁打のタイトルを獲得した。
第2回WBCでは、代表入りを辞退した李承燁に代わり、全試合に「4番・一塁手」でスタメン出場。韓国では短期決戦に弱かったことから、国際試合では役に立たないだろうと酷評されていたが、全9試合で打率.345、3本塁打、11打点の大活躍で大会ベストナインに選出（一塁手部門では満票）される等、チームの準優勝に大きく貢献した。大会11打点は、当時のWBC歴代最多記録であった。WBC後のインタビューで「日本代表の投手陣は、韓国のエース級よりさらに上だった」と答え、特に印象に残った選手に岩隈久志の名前を挙げた。
2009年の公式戦では、4月後半試合中に本塁付近での走塁プレーで捕手と激突、頭部を強打し脳震盪を起こしたことで途中退場したこともあって、序盤は長期欠場を強いられた。夏場になって本来の打撃を取り戻したが、ルーキーイヤー以来8年ぶりに出場試合が100を下回り、所属チームのハンファは主砲の離脱もあって断トツの最下位に沈んだ。11月には日本球界入りを目指し、KBOにFAを申請。13日に2年総額3億円+出来高での千葉ロッテマリーンズ入団を発表。

### 千葉ロッテ時代
背番号はハンファ在籍時と同じ「52」に決定。なお登録名は本名の「金泰均」だが、ユニホームの背ネームは2009年のハンファのユニフォームと同じく「TAEKYUN（テギュン）」としている。ロッテリアではその活躍に期待し、キムチ入りハンバーガー『キムチ・テギュンバーガー』を千葉マリンスタジアムの店舗で限定発売開始。主催試合で本塁打を打った場合はその瞬間から52個限定（背番号にちなむ）で、通常価格400円のところを8分の1の50円に値下げして販売する（初実施は2010年5月3日の対日本ハム戦。それまでは出ていなかった）。2010年6月22日からは北海道、宮城県、埼玉県、千葉県、大阪府、兵庫県、福岡県のロッテリアでも販売開始された。これらの店舗ではホームランの翌日、52個限定で半額で販売する。なおロッテでの応援歌は、韓国人歌手であるDavichiの「8282」という曲が使われている。
2010年は開幕からスタメンで4番を打ち、日本ハム戦で武田久からサヨナラ安打を打つなど6月までは18本塁打、65打点と首位争いをしているチームの4番として活躍していたが、7月以降は打率.250、本塁打3、打点27と大きく失速し、9月以降は主に6番や7番を打った。結局、打率.268、本塁打21、打点92、得点圏打率.236の成績で1年目のシーズンを終えた。ポストシーズンもそのまま7番（DHのない中日主催試合では6番）に定着。CS、日本シリーズの計15試合で打率こそ.310だったものの、すべての安打が単打で長打率も.310、打点6という成績に終わった。8月にはKBSアナウンサー（Nスポーツ）の金碩榴（キム・ソクリュ）とオフに結婚する旨を発表。金碩榴はこれに伴い、担当していた『アイ・ラブ・ベースボール』を8月22日放送分で降板、日本留学のため退社。12月に韓国内で挙式した。広州アジア大会では韓国代表に選出され、日本シリーズ終了後にチームに合流したがほとんど活躍できず、チームは優勝したものの目立つことはなかった。
2011年はシーズン当初から前年後半と同様の低迷した成績が続き、5月19日に手首の怪我もあって登録抹消、6月頭に復帰するものの今度は腰痛で同月19日に再度登録抹消され、「治療のため」と称して韓国に帰国。7月27日には、この年限りでの退団が確実であることが発表された。11月19日、球団ホームページにて来季の契約を結ばない事が正式に発表された。金泰均はロッテでのプレーについて「日本では野球が面白くなかった」「日本ではホームランを打ってもコーチ達がハイタッチにもこなかった」と述べた。

### 第二次ハンファ時代
2011年12月12日、ロッテ移籍前に在籍していたハンファと単年契約したことが発表された。2012年の年俸15億ウォンは韓国プロ野球史上最高額で、初の年俸10億ウォン以上の選手となった。背番号は52に決定。2012年は一時は4割を超える打率で韓国プロ野球史上二人目の4割打者誕生かと騒がれた。9月に調子を落としたものの、打率.363で自身初の首位打者となった。2013年以降も主力打者として活躍を続け、2016年から2017年にかけては韓国プロ野球記録となる86試合連続出塁を記録。2018年には韓国プロ野球個人通算300本塁打、2000安打（史上11人目）を達成した。
2013年6月、人種差別発言事件を起こした。同月10日に韓国で放送されたあるインターネット野球番組において、最も苦手とする投手という質問に対し、金泰均がロッテ・ジャイアンツの外国人投手シェーン・ユーマンを選び、その理由として黒い顔のせいで白い歯と白いボールが重なり打ちにくいことを挙げたと報じられた。放送後にSNSなどでこの内容が伝えられ、ネットユーザーから人種差別発言との指摘を受けた。金泰均はハンファ球団を通し、投球フォームについて語ったつもりが誤って記者に伝わったと釈明し、謝罪を行った。その後、ユーマンとは2015年の一時期ハンファでチームメイトとなっていた。
ワールド・ベースボール・クラシックには2017年まで4大会連続で出場している。
2019年オフに3度目のFAを行使し、ハンファと契約期間1年で再契約を結んだ。2020年10月21日、現役引退を表明した。今後は2021年シーズンからハンファの鄭珉哲団長を補佐するスペシャルアドバイザーに就任する。10月22日に引退記者会見を開き、本人の意向で引退試合は行わず2021年に引退セレモニーを行う予定になったが、2021年5月29日に引退試合に出場するために特別エントリーされ、「4番・一塁手」として先発出場。試合開始前に守備に就き、娘たちの始球式を見守ってから、試合開始直後にベンチに退いた。

### 現役引退後
2021年より韓国のスポーツ専門テレビ局KBS Nスポーツの解説委員として活動する。また現役時代の背番号52は球団史上4番目となる永久欠番に指定された。

## 選手としての特徴
バットを大きく引いてややクローズド・スタンスで構え、ステップをほとんどせずに体の回転で強く振り抜くフォームを特徴とする、韓国球界を代表する右の長距離打者。メジャーリーグのスカウトからも「とんでもないパワーを持ったやつだ。20～80段階でパワーは75」とパワーが高く評価されており、右方向への意識も強く、IsoDが毎年1割前後と選球眼にも優れる。
左投手に強く、2010年は打席数は右投手の半分以下ながらも打率.323、9本塁打を放った。また同じく2010年には速球系に対して打率.347と強さを発揮したが、変化球に対しては曲がる系に2割、落ちる系に.180と変化球に課題を残した。さらに2009年のWBCでは松坂大輔の内角球から特大の本塁打を放ち、2010年には内角打率.327、10本塁打を記録するなど内角に強い一方で外角に対しては.213と弱く両極端な印象があり、ハンファ時代から好不調の波が激しかった。
一塁守備では肩は強くないものの捕球、送球の正確さとも高い水準を誇り、一二塁間の打球に強い。

## 詳細情報

### 年度別打撃成績
| 年 度     | 球 団       | 試 合 | 打 席 | 打 数 | 得 点 | 安 打 | 二 塁 打 | 三 塁 打 | 本 塁 打 | 塁 打 | 打 点 | 盗 塁 | 盗 塁 死 | 犠 打 | 犠 飛 | 四 球 | 敬 遠 | 死 球 | 三 振 | 併 殺 打 | 打 率 | 出 塁 率 | 長 打 率 | O P S |
| --------- | ----------- | ----- | ----- | ----- | ----- | ----- | -------- | -------- | -------- | ----- | ----- | ----- | -------- | ----- | ----- | ----- | ----- | ----- | ----- | -------- | ----- | -------- | -------- | ----- |
| 2001      | ハンファ    | 88    | 289   | 245   | 51    | 82    | 13       | 2        | 20       | 159   | 54    | 2     | 0        | 0     | 0     | 40    | 2     | 4     | 72    | 4        | .335  | .436     | .649     | 1.085 |
| 2002      | ハンファ    | 105   | 344   | 298   | 25    | 76    | 11       | 0        | 7        | 108   | 34    | 2     | 1        | 1     | 2     | 41    | 2     | 2     | 103   | 13       | .255  | .347     | .362     | .709  |
| 2003      | ハンファ    | 133   | 573   | 479   | 67    | 153   | 24       | 2        | 31       | 274   | 95    | 3     | 2        | 4     | 2     | 79    | 6     | 9     | 106   | 13       | .319  | .424     | .572     | .996  |
| 2004      | ハンファ    | 129   | 556   | 473   | 76    | 153   | 26       | 1        | 23       | 250   | 106   | 2     | 1        | 0     | 7     | 70    | 3     | 6     | 99    | 11       | .323  | .412     | .529     | .940  |
| 2005      | ハンファ    | 124   | 529   | 461   | 73    | 146   | 33       | 2        | 23       | 252   | 100   | 3     | 1        | 0     | 2     | 60    | 5     | 6     | 73    | 20       | .317  | .401     | .547     | .947  |
| 2006      | ハンファ    | 124   | 511   | 423   | 66    | 123   | 27       | 0        | 13       | 189   | 73    | 2     | 0        | 0     | 4     | 82    | 1     | 2     | 89    | 18       | .291  | .405     | .447     | .852  |
| 2007      | ハンファ    | 118   | 491   | 393   | 62    | 114   | 13       | 0        | 21       | 190   | 85    | 2     | 1        | 0     | 6     | 90    | 4     | 2     | 70    | 13       | .290  | .420     | .483     | .903  |
| 2008      | ハンファ    | 115   | 484   | 410   | 81    | 133   | 27       | 1        | 31       | 255   | 92    | 2     | 0        | 0     | 5     | 64    | 4     | 5     | 67    | 8        | .324  | .417     | .622     | 1.039 |
| 2009      | ハンファ    | 95    | 389   | 336   | 63    | 111   | 15       | 0        | 19       | 183   | 62    | 0     | 0        | 0     | 2     | 45    | 4     | 6     | 71    | 12       | .330  | .416     | .545     | .961  |
| 2010      | ロッテ(NPB) | 141   | 614   | 527   | 68    | 141   | 22       | 0        | 21       | 226   | 92    | 0     | 0        | 0     | 9     | 74    | 1     | 4     | 140   | 24       | .268  | .357     | .429     | .786  |
| 2011      | ロッテ(NPB) | 31    | 119   | 104   | 7     | 26    | 5        | 0        | 1        | 34    | 14    | 0     | 0        | 0     | 1     | 12    | 0     | 2     | 23    | 4        | .250  | .336     | .327     | .663  |
| 2012      | ハンファ    | 126   | 513   | 416   | 61    | 151   | 24       | 0        | 16       | 223   | 80    | 3     | 1        | 0     | 5     | 81    | 8     | 11    | 69    | 11       | .363  | .474     | .536     | 1.010 |
| 2013      | ハンファ    | 101   | 430   | 345   | 41    | 110   | 24       | 0        | 10       | 164   | 52    | 0     | 3        | 0     | 4     | 73    | 7     | 8     | 67    | 14       | .319  | .444     | .475     | .920  |
| 2014      | ハンファ    | 118   | 508   | 422   | 66    | 154   | 30       | 0        | 18       | 238   | 84    | 0     | 2        | 0     | 5     | 70    | 1     | 11    | 73    | 18       | .365  | .463     | .564     | 1.027 |
| 2015      | ハンファ    | 133   | 524   | 408   | 61    | 129   | 28       | 0        | 21       | 220   | 104   | 3     | 1        | 1     | 5     | 98    | 12    | 12    | 80    | 19       | .316  | .457     | .539     | .996  |
| 2016      | ハンファ    | 144   | 652   | 529   | 94    | 193   | 39       | 0        | 23       | 301   | 136   | 1     | 0        | 0     | 6     | 108   | 10    | 9     | 97    | 11       | .365  | .476     | .569     | 1.045 |
| 2017      | ハンファ    | 94    | 407   | 356   | 51    | 121   | 22       | 0        | 17       | 194   | 76    | 0     | 0        | 0     | 4     | 43    | 7     | 4     | 56    | 13       | .340  | .413     | .545     | .958  |
| 2018      | ハンファ    | 73    | 271   | 254   | 25    | 80    | 11       | 0        | 10       | 121   | 34    | 0     | 1        | 0     | 0     | 13    | 1     | 4     | 56    | 7        | .315  | .358     | .476     | .834  |
| 2019      | ハンファ    | 127   | 500   | 433   | 47    | 132   | 21       | 0        | 6        | 171   | 62    | 3     | 0        | 0     | 8     | 54    | 5     | 5     | 94    | 15       | .305  | .382     | .395     | .777  |
| 2020      | ハンファ    | 67    | 254   | 219   | 13    | 48    | 11       | 0        | 2        | 65    | 29    | 0     | 0        | 1     | 2     | 30    | 3     | 2     | 42    | 8        | .219  | .316     | .297     | .613  |
| 2021      | ハンファ    | 1     | 0     | 0     | 0     | 0     | 0        | 0        | 0        | 0     | 0     | 0     | 0        | 0     | 0     | 0     | 0     | 0     | 0     | 0        | ----  | ----     | ----     | ----  |
| KBO：18年 | KBO：18年   | 2014  | 8225  | 6900  | 1024  | 2209  | 399      | 8        | 311      | 3557  | 1358  | 28    | 14       | 7     | 69    | 1141  | 85    | 108   | 1384  | 228      | .320  | .421     | .516     | .936  |
| NPB：2年  | NPB：2年    | 172   | 733   | 631   | 75    | 167   | 27       | 0        | 22       | 260   | 106   | 0     | 0        | 0     | 10    | 86    | 1     | 6     | 163   | 28       | .265  | .353     | .412     | .765  |

- 各年度の太字はリーグ最高
- 表中のロッテ（2010年 - 2011年）は、NPBの千葉ロッテマリーンズ

### タイトル
KBO
- 本塁打王：1回（2008年）
- 首位打者：1回（2012年）

### 表彰
KBO
- 最優秀新人（2001年）
- ゴールデングラブ賞：3回（2005年、2008年、2016年）

NPB
- ホームランダービー優勝：1回（2010年第2戦）

WBC
- 第2回WBCベストナイン 一塁手部門：1回（2009年）

### 記録

#### NPB
初記録
- 初出場・初先発出場：2010年3月20日、対埼玉西武ライオンズ1回戦（西武ドーム）、4番・一塁手で先発出場
- 初打席：同上、1回表に涌井秀章の前に空振り三振[注釈 3]
- 初安打：2010年3月22日、対埼玉西武ライオンズ3回戦（西武ドーム）、5回表に野上亮磨から右前安打
- 初打点：2010年3月27日、対北海道日本ハムファイターズ2回戦（千葉マリンスタジアム）、3回裏にダルビッシュ有から中犠飛
- 初本塁打：2010年4月2日、対オリックス・バファローズ1回戦（京セラドーム大阪）、5回表に近藤一樹から中越2ラン

その他の記録
- オールスターゲーム出場：1回（2010年）

### 背番号
- 52（2001年、2003年 - 2020年）
- 10（2002年）